# Анценск
Анценск — деревня в Викуловском районе Тюменской области России. Входит в состав Коточиговского сельского поселения.

## География
Деревня находится в восточной части Тюменской области, в таёжной зоне, в пределах юго-западной части Западно-Сибирской низменности, на правом берегу реки Большая Крутиха, на расстоянии примерно 20 км (по прямой) к востоку-юго-востоку (ESE) от села Викулово, административного центра района. Абсолютная высота — 98 м над уровнем моря.
Климат
Климат континентальный с суровой холодной зимой. Годовое количество осадков — 417 мм. Средняя температура января составляет −18,9 °C, июля — +18 °C. Продолжительность периода с
устойчивым снежным покровом — 161 день.
Часовой пояс
Деревня Анценск, как и вся Тюменская область, находится в часовой зоне МСК+2. Смещение применяемого времени относительно UTC составляет +5:00.

## Население
| 2010 |
| ---- |
| 18   |

Половой состав
По данным Всероссийской переписи населения 2010 года, в половой структуре населения мужчины составляли 44,4 %, женщины — соответственно 55,6 %.
Национальный состав
Согласно результатам переписи 2002 года, в национальной структуре населения эстонцы составляли 79 % из 24 чел.